# Luigi Zerbinati
Luigi Zerbinati (Cento, 17 settembre 1909 – Roma, 19 novembre 1982) è stato un attore italiano.

## Biografia
Dopo aver conseguito il diploma di ragioniere si trasferì a Roma e seguì i corsi del Centro sperimentale di cinematografia, frequentando inoltre una scuola di danza classica. Nel 1936 esordì nel cinema con Il fu Mattia Pascal di Pierre Chenal. Attore esile e di piccola statura, Zerbinati si specializzò nei ruoli di scemo del villaggio, ubriacone, buffone,  e stupidotto in genere, che limitarono fortemente lo sviluppo della sua carriera.
Oltre a lavorare in teatro, Zerbinati apparve comunque in film importanti come Ettore Fieramosca di Alessandro Blasetti, L'albergo degli assenti di Raffaello Matarazzo e Centomila dollari di Mario Camerini.
Dal 1942 al 1961 lavorò prevalentemente in teatro in compagnie minori ma ritornò con Dino Risi al cinema ne Il sorpasso, ricoprendo il ruolo del commendatore. Lavorò poi, fra gli altri, con Luciano Salce e soprattutto con Federico Fellini nel suo Satyricon, ne I clowns e ne Il casanova.
I suoi ultimi film furono Todo modo di Elio Petri del 1976 e Doppio delitto di Steno nel 1977, dopodiché si allontanò dal mondo dello spettacolo.

## Filmografia

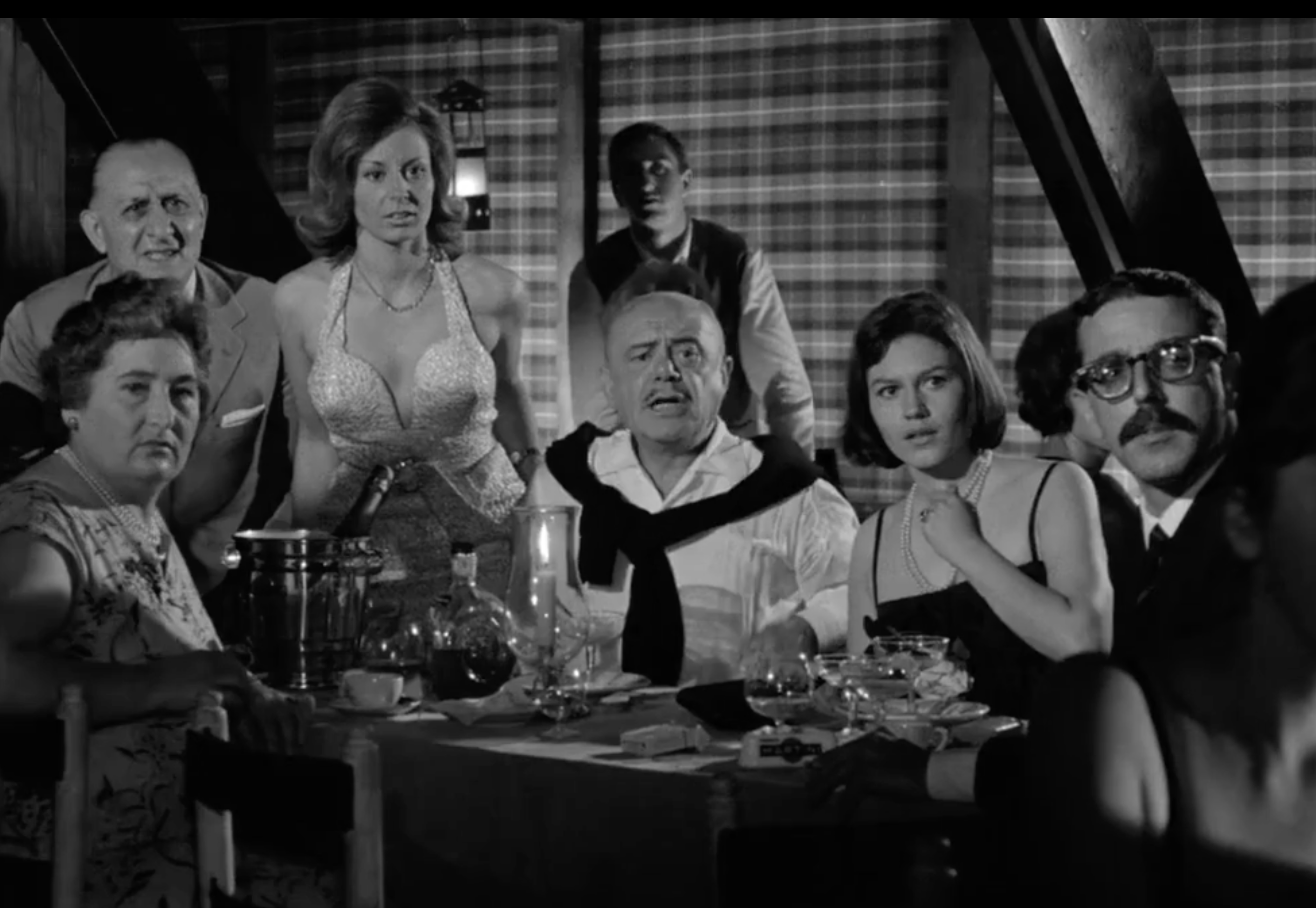
Luigi Zerbinati, seduto al centro, ne Il sorpasso (1962)

- Il fu Mattia Pascal, regia di Pierre Chenal (1937)
- Gatta ci cova, regia di Gennaro Righelli (1937)
- Il feroce Saladino, regia di Mario Bonnard (1937)
- Il conte di Bréchard, regia di Mario Bonnard (1938)
- L'amor mio non muore!, regia di Giuseppe Amato (1938)
- Crispino e la comare, regia di Vincenzo Sorelli (1938)
- Ettore Fieramosca, regia di Alessandro Blasetti (1938)
- L'albergo degli assenti, regia di Raffaello Matarazzo (1939)
- Centomila dollari, regia di Mario Camerini (1940)
- Kean, regia di Guido Brignone (1940)
- Lucrezia Borgia, regia di Hans Hinrich (1940)
- È caduta una donna, regia di Alfredo Guarini (1941)
- Il sorpasso, regia di Dino Risi (1962)
- La cuccagna, regia di Luciano Salce (1962)
- Alta infedeltà, regia di Enzo Trapani (1964)
- Top Crack, regia di Mario Russo (1967)
- Fellini Satyricon, regia di Federico Fellini (1968)
- Un'estate con sentimento, regia di Renato Scarsella (1969)
- Il prof. dott. Guido Tersilli primario della clinica Villa Celeste convenzionata con le mutue, regia di Luciano Salce (1969)
- I clowns, regia di Federico Fellini (1970)
- L'istruttoria è chiusa: dimentichi, regia di Damiano Damiani (1971)
- Nel nome del padre, regia di Marco Bellocchio (1972)
- Nonostante le apparenze... e purché la nazione non lo sappia... All'onorevole piacciono le donne, regia di Lucio Fulci (1972)
- Il generale dorme in piedi, regia di Francesco Massaro (1972)
- Senza famiglia, nullatenenti cercano affetto, regia di Vittorio Gassman (1972)
- Mordi e fuggi, regia di Dino Risi (1973)
- Il bacio, regia di Mario Lanfranchi (1974)
- Il Casanova di Federico Fellini, regia di Federico Fellini (1975)
- Un'orchidea rosso sangue, regia di Patrice Chéreau (1975)
- Chi dice donna dice donna, regia di Tonino Cervi (1976)
- Donna... cosa si fa per te, regia di Giuliano Biagetti (1976)
- Todo modo, regia di Elio Petri (1976)
- Doppio delitto, regia di Steno (1977)

## Doppiatori italiani
- Edoardo Toniolo in Il sorpasso
- Luigi Casellato in Nonostante le apparenze... e purché la nazione non lo sappia... All'onorevole piacciono le donne

## Prosa radiofonica Rai
- Romanticismo, commedia di Gerolamo Rovetta, regia di Carlo Ninchi, trasmessa il 31 dicembre 1951